# ヴァレンチン・ボンダレンコ
ヴァレンチン・ワシリェヴィチ・ボンダレンコ (英: Valentin Vasiliyevich Bondarenko, 宇: Валентин Васильевич Бондаренко, 露: Валентин Васильевич Бондаренко; 1937年2月16日 - 1961年3月23日）は、1960年にコスモノート（宇宙飛行士）候補に選ばれたソ連の戦闘機パイロット。モスクワで行われた15日間の低圧耐久実験中の火災による火傷が原因で死亡した。ソ連政府は、1980年までボンダレンコの死および宇宙飛行士団に所属していたことを隠蔽していた。月の裏側にあるクレーター Bondarenko は彼にちなんで名付けられた。

## 学歴と軍事訓練
ボンダレンコは、ソビエト連邦ウクライナ社会主義共和国のハルキウで生まれた。彼の父親は第二次世界大戦の初期に東部戦線に送られた。ボンダレンコと母親は、戦争中の数年間、苦難の日々を過ごした。
ボンダレンコは幼い頃から航空ヒーローに魅了され、自分も軍の飛行士になることを夢見ていた。ハルキウの高等空軍学校在学中には、地元の航空クラブに所属していた。 1954年に卒業後、ボンダレンコはヴォロシロフグラード航空軍事アカデミーに入学、1年後にはグロズヌイの空軍大学に編入された。1956年、彼は医療従事者のガリーナ・セメノヴナ・ライコヴァと結婚し、その年の暮れに最初の子供が生まれた。1956年の間中、ボンダレンコはアルマヴィル高等空軍パイロット学校に派遣され、スプートニク1号が打ち上げられた1957年に卒業した。
ボンダレンコは少尉に任命され、ソビエト空軍の沿バルト軍管区に配属された。1959年12月には上級中尉に昇進した。

## 宇宙飛行士候補選抜
1960年4月28日、ボンダレンコは宇宙飛行士候補の第一陣20名の一人に選抜された。ボンダレンコは宇宙飛行士チームの最年少メンバーであったため、「ヴァンレンチン・ジュニア」や「ティンカーベル」などとも呼ばれた。同僚の宇宙飛行士たちによると、彼は温厚で楽しい性格であったという。歌声もよく、テニスも上手だった。

## 死

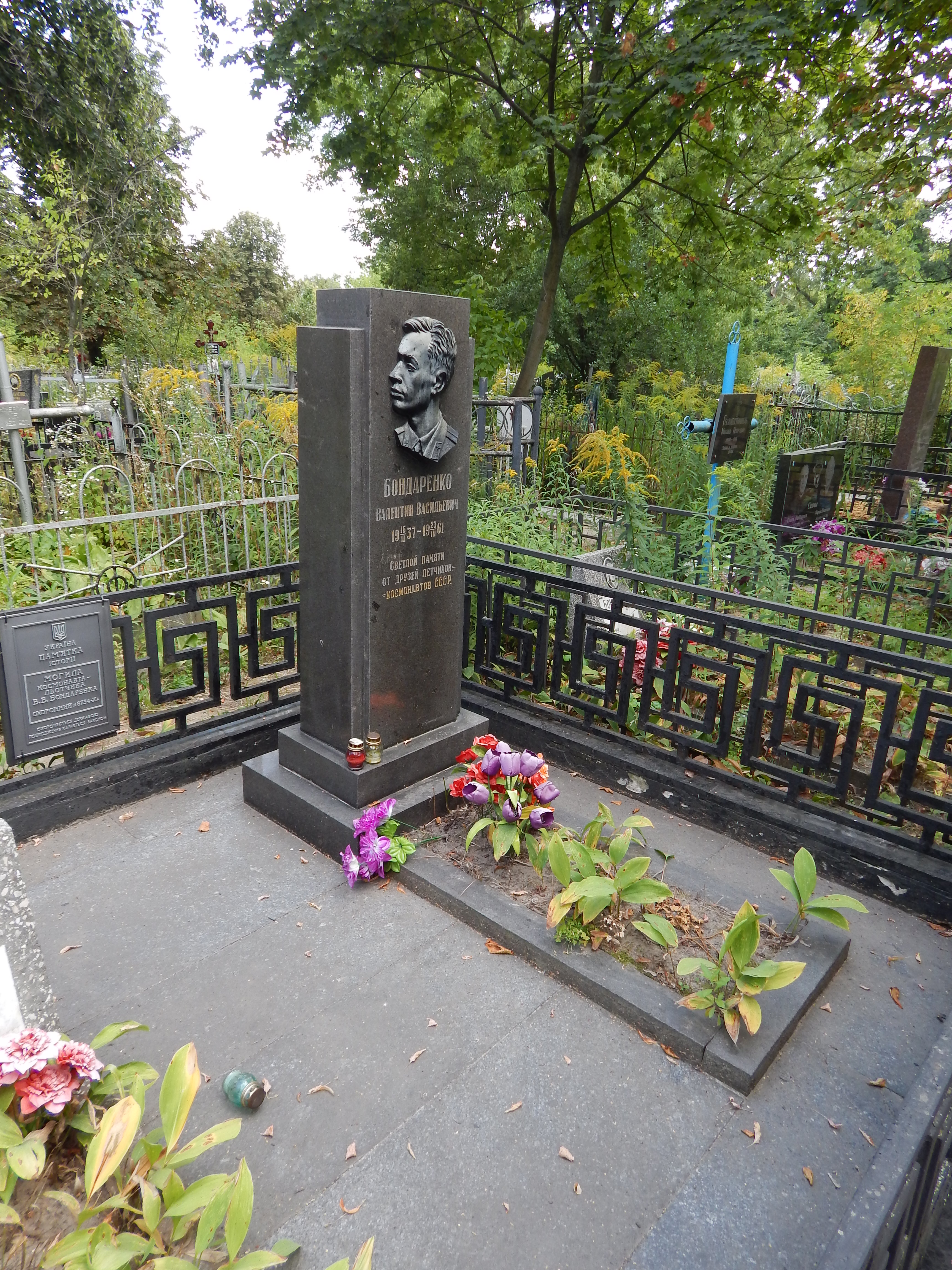
ハルキウにあるボンダレンコの墓

1961年3月23日は、モスクワの生物医学問題研究所の無音響低圧室での15日間の耐久実験の10日目だった。実験室の空気の酸素濃度は50％以上。その日の作業を終えたボンダレンコは、モニタリング用のバイオセンサーを体から外し、アルコールを染み込ませた消毒用脱脂綿で皮膚を洗ってそれを捨てた。その脱脂綿が、お茶を淹れるために使っていた電気コンロの上に落ちた。綿に着火し、ボンダレンコは毛糸のカバーオールの袖で火を消そうとしたが、高い酸素濃度のチャンバーの中でカバーオールにも引火した。
実験室と外部との気圧差のため、見張りの医師が部屋のドアを開けるのに30分近く掛かったという。ボンダレンコの服は酸素がほとんど無くなるまで燃え続け、ボンダレンコは全身に第3度の火傷を負った。ボトキン病院の主治医で外科医・外傷学者のウラジーミル・ゴリャホフスキーは、点滴を始めようとした際に針を刺すための血管が足の裏にしか見当たらなかった、と1984年に回想している。ゴリャホフスキーによると、ユーリ・ガガーリンが「看取り人」として病院に数時間滞在したという。ボンダレンコは、事故から16時間後にショック死した。これは、ガガーリンの人類初の有人宇宙飛行まで三週間を切った日の出来事であった。有人飛行プログラムの責任者ニコライ・カマーニンは、ボンダレンコの死は研究所の組織と実験管理の不備によるものだと非難した。

ボンダレンコは、当時両親が住んでいたハルキウのリポバヤ・ロシャに埋葬された。1961年6月17日、ソビエト連邦最高会議幹部会は、ボンダレンコに赤星勲章を死後授与した。

## 余波
ボンダレンコの事故と死亡のニュースは、当時公表されなかった。ボンダレンコは既に第1宇宙飛行士グループのグループフィルムや写真に登場しており、彼の不可解な失踪は、打ち上げに失敗した宇宙飛行士が死亡したという噂に火をつけた。1980年になってようやくこの事件の詳細が西側で発表され、1986年にはイズベスチヤ紙がサイエンスライターのヤロスラフ・ゴロバノフによる記事を掲載し、ソ連の読者に事件の詳細を伝えた。
ボンダレンコの死因は、密閉された高酸素環境下での火災であり、これはアポロ1号の搭乗員にも同じことが起きた。ソ連が、ボンダレンコの死の状況について公表していれば、NASAは初期のアポロ司令船の危険な設計に警告を発し、1967年のアポロ1号の3名の死を防ぐことができたかもしれない、という憶測が後に出された。しかし、アポロ1号のような高圧100％の酸素環境の致命的な危険性については、1966年までにアメリカ国内の科学出版物でも徹底的に説明されており、NASAも十分承知のことであった。